# Grube Robert
Die Braunkohlengrube Robert befand sich nordöstlich der Ortslage des Elsterwerdaer Stadtteils Biehla.
Am 20. November 1868 wurde vom Bergamt die Eröffnung der Braunkohlengrube „Robert“ (Nr. 537) genehmigt. Diese befand sich nordöstlich der Biehlaer Ortslage an der Chaussee von Elsterwerda nach Bad Liebenwerda. Eigentümer waren zunächst der Elsterwerdaer Steiger Albert Schulze, Gutsbesitzer Gottlob Schlenstert und der Revierförster Robert Krause aus Schlieben. Die Kohle wurde hier zunächst im Tiefbau gewonnen. 15 Bergleute förderten so jährlich 1500 Tonnen Braunkohle. 1871 konnten mittels einer Preßmaschine 700 Tonnen Preßsteine hergestellt werden. Im April des Jahres kam die Förderung allerdings nach einem schweren Wassereinbruch für mehrere Wochen zum Erliegen.
Als im Mai 1873 Albert Schulze aus dem Unternehmen ausschied und seine Anteile veräußerte, wurde der Berliner Rentier Franke Grubenvorsteher, was in der Folgezeit erhebliche Schwierigkeiten bei der bergmännischen Aufsicht der Grubenanlage bereitete.
Ab 1880/81 begann man die Kohle zunehmend im Tagebau zu gewinnen. Das zu dieser Zeit im Tagebau abgebaute Flöz besaß eine Mächtigkeit von 0,5 bis 2,0 Meter. Nach dem zunehmenden Rückgang der Kohleproduktion, die 1885 nur noch an vier Tagen im Monat von drei Arbeitern betrieben wurde, stellte man den Kohleabbau allerdings im Jahre 1886 ein.